# Alex J. Kay
Alex J. Kay (Kingston upon Hull, Reino Unido; 8 de marzo de 1979) es un historiador británico especializado en la historia de la Alemania nazi. Ha sido descrito como «un destacado erudito sobre el Tercer Reich y la historia de Alemania» y se ha vuelto prominente sobre todo como resultado de sus publicaciones sobre el Plan Hambre y el genocidio de los judíos soviéticos.

## Biografía

### Educación y carrera
Alex J. Kay nació el 8 de marzo de 1979 en Kingston upon Hull, condado de Yorkshire (Reino Unido). Después de licenciarse en historia en la Universidad de Huddersfield y de optener una maestría en la Universidad de Sheffield en Inglaterra, estudió en la Universidad Humboldt de Berlín, donde consiguió un doctorado en 2005, en Historia Moderna y Contemporánea, con la tesis doctoral Neuordnung and Hungerpolitik: The Development and Compatibility of Political and Economic Planning within the Nazi Hierarchy for the Occupation of the Soviet Union, July 1940 – July 1941.

### Historiador de la Alemania nazi
En 2006 recibió el premio George L. Mosse de la prestigiosa revista académica Journal of Contemporary History por su artículo Germany’s Staatssekretäre, Mass Starvation and the Meeting of 2 May 1941, que se basa en un aspecto de su tesis doctoral. Fue coeditor colaborador de la colección de ensayos Nazi Policy on the Eastern Front, 1941: Total War, Genocide, and Radicalization, que se describió en la prestigiosa revista británica English Historical Review como «una importante obra académica». Además, planificó y organizó la exposición itinerante de Archivberatungsstelle Hessen en los Archivos del Estado de Hesse en Darmstadt «Bestandserhaltung – Schutz des Kulturgutes in den hessischen Kommunalarchiven», que estuvo en exposición del 15 de febrero al 29 de marzo de 2011 en la Casa de la Historia de Darmstadt.
De 2006 a 2014, también trabajó como contratista independiente para el Instituto Ludwig Boltzmann de Investigación sobre las Consecuencias de la Guerra. Kay ha publicado artículos en varios periódicos alemanes, incluidos los diarios nacionales Frankfurter Allgemeine Zeitung y Süddeutsche Zeitung, el diario berlinés Der Tagesspiegel y el semanario nacional der Freitag.
Kay llevó a cabo una investigación académica y escribió varios textos de panel para la exposición itinerante de la Fundación Monumento a los judíos de Europa asesinados «Was damals Recht war...– Soldaten und Zivilisten vor Gerichten der Wehrmacht» (Cuál era la ley entonces ... - Soldados y civiles ante los tribunales de la Wehrmacht), que se inauguró en junio de 2007 en Berlín.
Desde julio de 2014 hasta diciembre de 2016, Kay trabajó como Primer Coordinador Académico Sénior en el Instituto de Historia Contemporánea de Múnich-Berlín dirigiendo el equipo del proyecto que preparaba la versión en inglés de la serie en dieciséis volúmenesː La persecución y el asesinato de los judíos europeos por la Alemania nazi, 1933-1945 (publicado originalmente en alemán). En 2016, fue elegido miembro vitalicio de la Royal Historical Society. Desde 2017, es profesor titular en el Departamento de Historia de la Universidad de Potsdam.

## Publicaciones

### Libros
- — (2006). Exploitation, resettlement, mass murder: political and economic planning for German occupation policy in the Soviet Union, 1940-1941 (en inglés). Berghahn Books. ISBN 1-84545-186-4. OCLC 70129140.
- —; Rutherford, Jeff; Stahel, David (2012). Nazi Policy on the Eastern Front, 1941 : total war, genocide, and radicalization (en inglés). University of Rochester Press. ISBN 978-1-58046-769-8. OCLC 794328914.
- — (2016). The making of an SS killer : the life of Colonel Alfred Filbert, 1905-1990 (en inglés). Cambridge, Reino Unido: Cambridge University Press. ISBN 978-1-107-14634-1. OCLC 928136900.>
- —; Stahel, David (2018). Mass violence in Nazi-occupied Europe (en inglés). Bloomington, Indiana (Estados Unidos): Indiana University Press. ISBN 978-0-253-03684-1. OCLC 1032291140.

Notaː ninguno de sus libros ha sido traducido al español.

### Artículos y capítulos de libros (selección)
- Germany’s Staatssekretäre, Mass Starvation and the Meeting of 2 May 1941. In: Journal of Contemporary History. Vol. 41, 2006, No. 4, pp. 685–700 (awarded the George L. Mosse Prize 2006).
- Revisiting the Meeting of the Staatssekretäre on 2 May 1941: A Response to Klaus Jochen Arnold and Gert C. Lübbers. In: Journal of Contemporary History. Vol. 43, 2008, No. 1, pp. 93–104.
- "Hierbei werden zweifellos zig Millionen Menschen verhungern." Die deutsche Wirtschaftsplanung für die besetzte Sowjetunion und ihre Umsetzung 1941–1944. In: Transit: Europäische Revue. No. 38, 2009, pp. 57–77.
- Verhungernlassen als Massenmordstrategie. Das Treffen der deutschen Staatssekretäre am 2. Mai 1941. In: Zeitschrift für Weltgeschichte. Vol. 11, 2010, No. 1, pp. 81–105.
- A "War in a Region beyond State Control"? The German-Soviet War, 1941–1944. In: War in History. Vol. 18, 2011, No. 1, pp. 109–122.
- "The Purpose of the Russian Campaign Is the Decimation of the Slavic Population by Thirty Million": The Radicalization of German Food Policy in Early 1941. In: Alex J. Kay et al. (eds.), Nazi Policy on the Eastern Front, 1941: Total War, Genocide, and Radicalization. University of Rochester Press, Rochester, NY 2012, pp. 101–129.
- Death Threat in the Reichstag, June 13, 1929: Nazi Parliamentary Practice and the Fate of Ernst Heilmann. In: German Studies Review. Vol. 35, 2012, No. 1, pp. 19–32.
- Transition to Genocide, July 1941: Einsatzkommando 9 and the Annihilation of Soviet Jewry. In: Holocaust and Genocide Studies. Vol. 27, 2013, No. 3, pp. 411–442.
- German Economic Plans for the Occupied Soviet Union and their Implementation, 1941–1944. In: Timothy Snyder and Ray Brandon (eds.), Stalin and Europe: Imitation and Domination, 1928–1953. Oxford University Press, New York 2014, pp. 163–189.
  - Niemieckie Plany Gospodarcze dla Okupowanych Terenów Związku Sowieckiego i ich Realizacja, 1941–1944. In: Timothy Snyder and Ray Brandon (eds.), Stalin i Europa, 1928–1953, trans. Sławomir Kędzierski. Wydawnictwo Poznańskie, Poznań 2014, ISBN 978-83-7177-934-3.
- Dr. Hanns Martin Schleyer: "Ich bin alter Nationalsozialist und SS-Führer". In: Wolfgang Proske (ed.), Täter Helfer Trittbrettfahrer, Band 6: NS-Belastete aus Südbaden. 2nd revised edition. Kugelberg Verlag, Gerstetten 2017, ISBN 978-3-945-89306-7, pp. 301–311.
- Speaking the Unspeakable: The Portrayal of the Wannsee Conference in the Film Conspiracy. In: Holocaust Studies. Vol. 27, 2021, No. 2, pp. 187–200. First published online Open Access, 9 August 2019.
- Crimes of the Wehrmacht: A Re-evaluation. In: Journal of Perpetrator Research. Vol. 3, 2020, No. 1, pp. 95–127.